# Carey (Idaho)
Carey és una població dels Estats Units a l'estat d'Idaho. Segons el cens del 2000 tenia 513 habitants.

## Demografia
Segons el cens del 2000, Carey tenia 513 habitants, 166 habitatges, i 131 famílies. La densitat de població era de 59,1 habitants per km².
Dels 166 habitatges en un 43,4% hi vivien nens de menys de 18 anys, en un 70,5% hi vivien parelles casades, en un 6% dones solteres, i en un 20,5% no eren unitats familiars. En el 19,3% dels habitatges hi vivien persones soles el 7,2% de les quals corresponia a persones de 65 anys o més que vivien soles. El nombre mitjà de persones vivint en cada habitatge era de 3,09 i el nombre mitjà de persones que vivien en cada família era de 3,55.
Per edats la població es repartia de la següent manera: un 35,1% tenia menys de 18 anys, un 10,1% entre 18 i 24, un 25% entre 25 i 44, un 18,1% de 45 a 60 i un 11,7% 65 anys o més.
L'edat mediana era de 30 anys. Per cada 100 dones de 18 o més anys hi havia 110,8 homes.
La renda mediana per habitatge era de 39.861 $ i la renda mediana per família de 42.054 $. Els homes tenien una renda mediana de 30.809 $ mentre que les dones 21.563 $. La renda per capita de la població era de 14.027 $. Aproximadament el 2,6% de les famílies i l'1,7% de la població estaven per davall del llindar de pobresa.

## Poblacions més properes
El següent diagrama mostra les poblacions més properes.